# كيكو ألونسو
كيكو ألونسو (بالإنجليزية: Kiko Alonso)‏ هو لاعب كرة قدم أمريكية أمريكي، ولد في 14 أغسطس 1990 في نيوتن في الولايات المتحدة.

## وصلات خارجية
- كيكو ألونسو على موقع مرجع كرة القدم المحترفة.كوم (الإنجليزية)